# Galloanserae
Super-ordre
Les Galloansérés (Galloanserae) sont un super-ordre d'Oiseaux. Selon la taxinomie Sibley-Ahlquist, la lignée des Galloansérés a depuis longtemps divergé des autres lignées de Néognathes dont elle constitue la base.

## Systématique
Le super-ordre des Galloansérés a été créé en 1988 par les ornithologues américains Charles Gald Sibley (1917-1998), Jon Edward Ahlquist (1944-2020) et Burt Monroe (1930-1994).

## Liste des ordres
Selon NCBI (5 août 2021) :
- Anseriformes Wagler, 1831
- Galliformes Temminck, 1820

## Étymologie
Leur nom est formé de « gallo » pour les Galliformes et « anserae » pour les Ansériformes.